# Hradčany (Hradčany-Kobeřice)

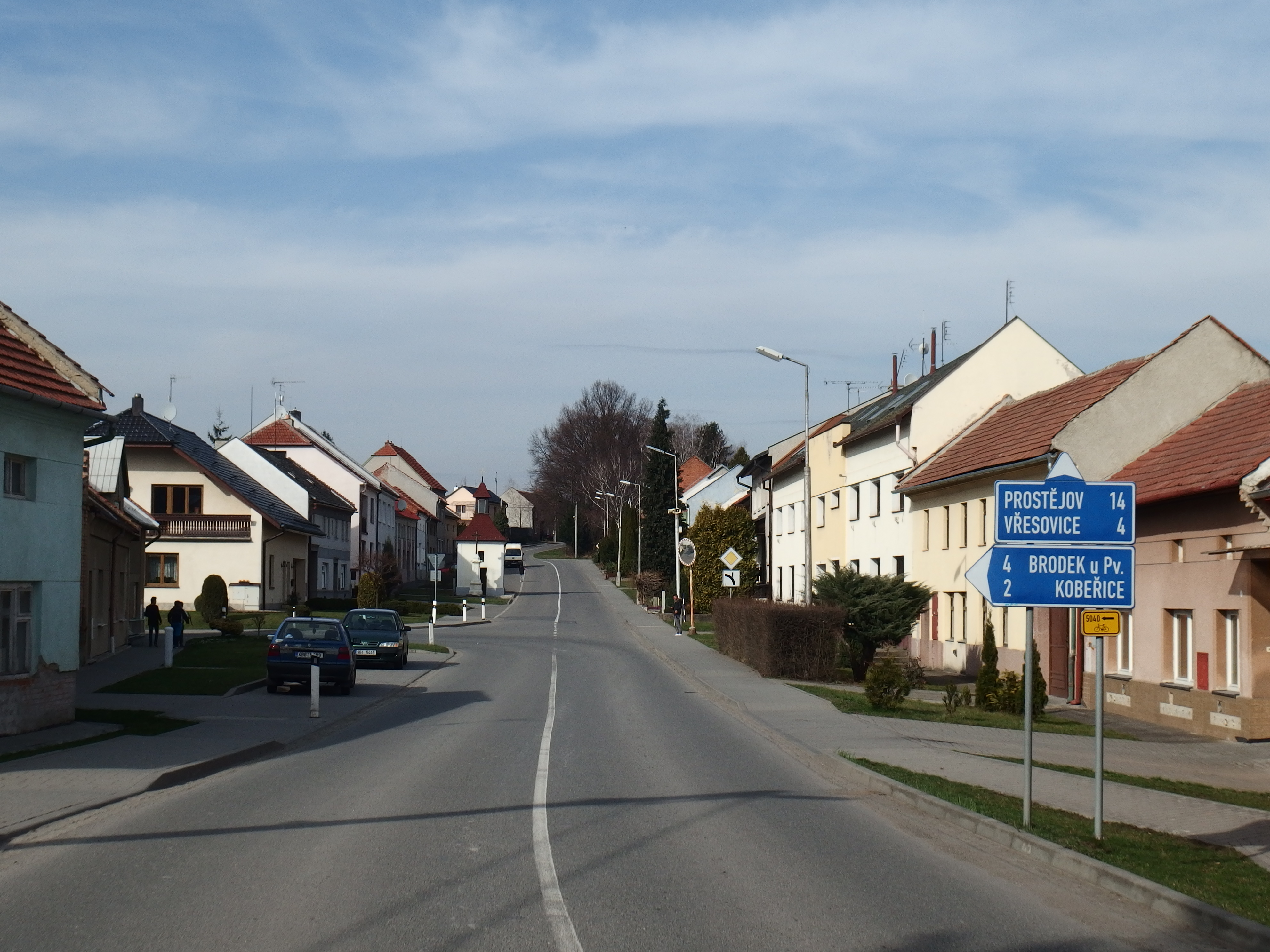
Dorfanger

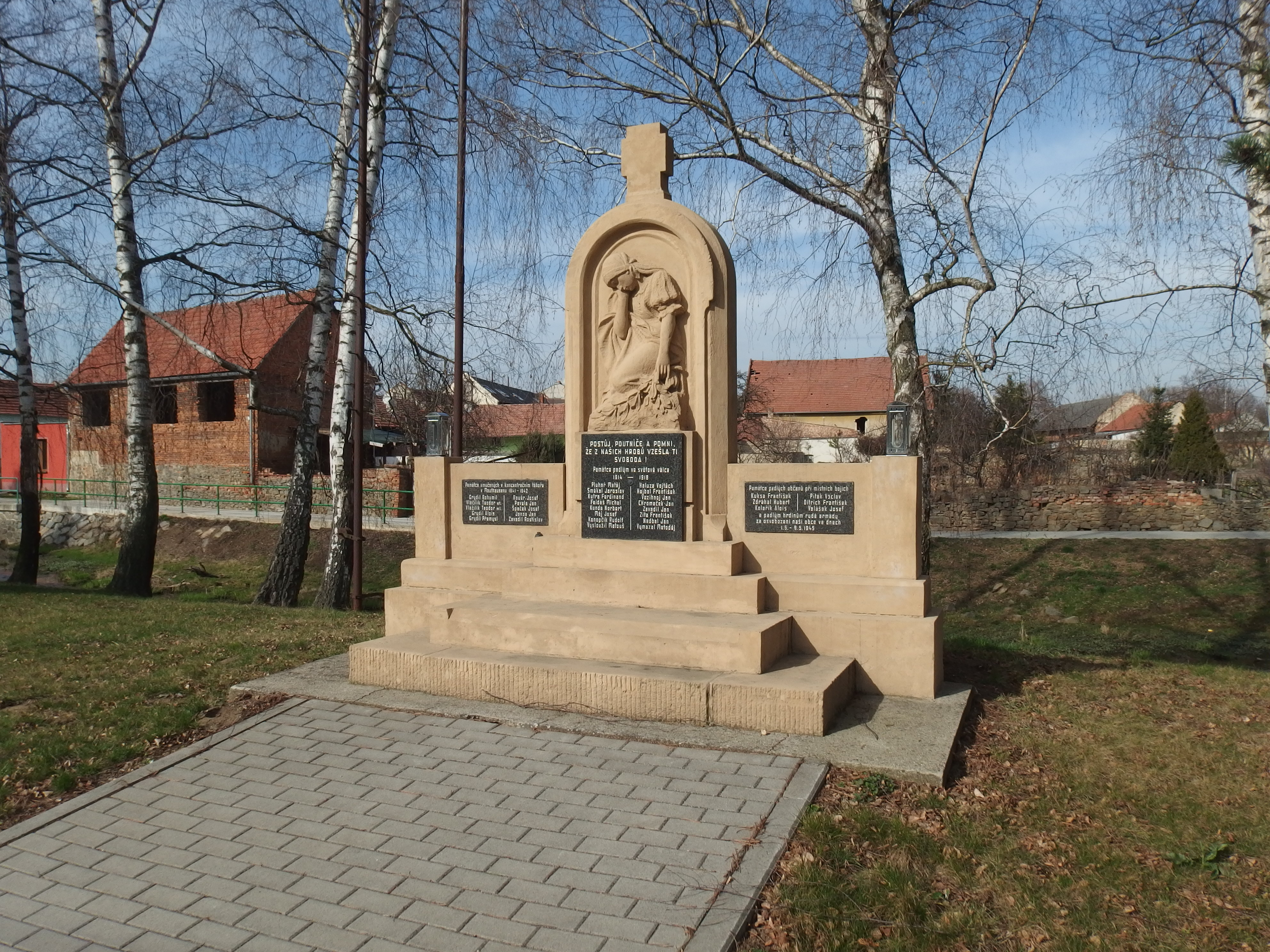
Kriegerdenkmal

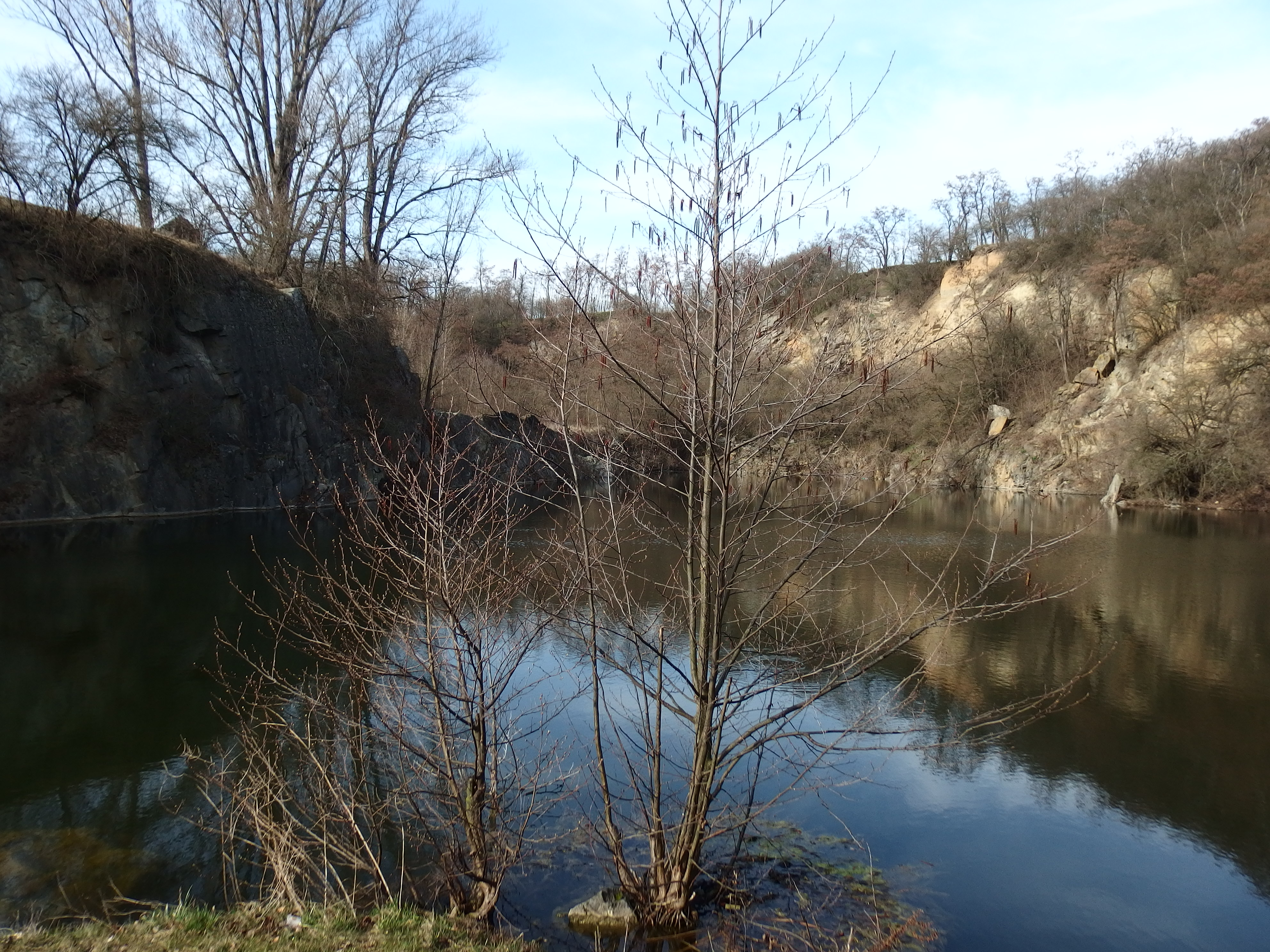
Abgesoffener Schieferbruch

Hradčany (deutsch Hradschan) ist ein Ortsteil der Gemeinde Hradčany-Kobeřice in Tschechien. Er liegt zwölf Kilometer südlich von Prostějov und gehört zum Okres Prostějov.

## Geographie
Das Längsangerdorf Hradčany befindet sich in der Talmulde des Flüsschens Brodečka (Prödlitzer Bach) in der Obermährischen Senke (Hornomoravský úval). Nördlich erhebt sich die Předina (313 m. n.m.).
Nachbarorte sind Kelčice und Vřesovice im Norden, Skalka, Pivín und Bajajka im Nordosten, Tvorovice und Hruška im Osten, Dobromilice im Südosten, Dřevnovice und Chvalkovice na Hané im Süden, Želeč im Südwesten, Ondratice im Westen sowie Brodek u Prostějova, Kobeřice und Dobrochov im Nordwesten.

## Geschichte
Hradčany gehörte wahrscheinlich im Jahre 1078 zur Gründungsdotation des Benediktinerklosters Hradisko. Die erste schriftliche Erwähnung des Dorfes erfolgte 1160 in einer Besitzbestätigungsurkunde des Königs Vladislav II. für die Prämonstratenserabtei Hradisko. Im 13. Jahrhundert bestand zudem ein Freihof, nach dem sich ein Rittergeschlecht benannte.
Im Jahre 1668 ließ der Abt Friedrich III. Sedlecius-Sedlák in Hradčany eine Brauerei errichten. Auf Veranlassung des Abtes Bernhard Wancke entstand zwischen 1709 und 1714 eine Mühle am Prödlitzer Bach. Nach der 1784 erfolgten Aufhebung fielen die Güter des Stiftes Hradisch dem Religionsfonds zu. Ab 1789 gehörte das Dorf zur vereinigten Herrschaft Břesowitz. Das älteste Gemeindesiegel aus dem Jahre 1801 zeigt ein Mühlrad mit einem darauf stehenden Löwen, der eine Limpa hält, und trägt die Umschrift "WUBECZ HRACZANSKA". Am 8. August 1825 wurde die Herrschaft Břesowitz an Klemens Wenzel Lothar von Metternich verkauft, der sie mit der seinem Sohn Viktor von Metternich-Winneburg (1803–1829) gehörigen Allodialherrschaft Kojetein verband und die Verwaltung und Gerichtsbarkeit vertraglich auf diese übertrug.
Im Jahre 1835 bestand das im Olmützer Kreis gelegene Dorf Hradschan bzw. Hradčany aus 64 Häusern mit 372 mährischsprachigen Einwohnern. Haupterwerbsquelle bildete die Landwirtschaft. Im Ort gab es ein herrschaftliches Brauhaus, ein Branntweinhaus, ein Wirtshaus und eine gut gebaute dreigängige Mühle. In der Nähe des Dorfes betrieb die Herrschaft einen Schiefersteinbruch. Pfarr- und Schulort war Dobromielitz, der Amtsort Kojetein. Am 1. Dezember 1835 erbte Leontine Sándor de Szlavnicza, geborene Fürstin von Metternich, die Allodialherrschaft Kojetein mit dem Gut Witzomieritz. Bis zur Mitte des 19. Jahrhunderts blieb Hradschan der Allodialherrschaft Břesowitz untertänig.
Nach der Aufhebung der Patrimonialherrschaften bildete Hradšany / Hradschan ab 1850 eine Gemeinde im Gerichtsbezirk Proßnitz. Ab 1869 gehörte Hradšany zum Bezirk Proßnitz; zu dieser Zeit hatte das Dorf 383 Einwohner und bestand aus 70 Häusern. Seit den 1870er Jahren wird Hradčany als tschechischer Ortsname verwendet. Im Jahre 1900 lebten in Hradčany 404 Personen; 1910 waren es 445. Nach dem Ersten Weltkrieg zerfiel der Vielvölkerstaat Österreich-Ungarn, das Dorf wurde 1918 Teil der neu gebildeten Tschechoslowakischen Republik. Beim Zensus von 1921 lebten in den 83 Häusern von Hradčany 397 Personen, davon 396 Tschechen. 1922 brannte die Mühle ab, beim Wiederaufbau erhielt sie ihre heutige Gestalt. 1930 bestand Hradčany aus 93 Häusern und hatte 432 Einwohner. Von 1939 bis 1945 gehörte Hradčany / Hradschan zum Protektorat Böhmen und Mähren. Im Jahre 1950 hatte Hradčany 336 Einwohner. 1961 wurde Hradčany mit Kobeřice zu einer Gemeinde Hradčany-Kobeřice vereinigt.  Beim Zensus von 2001 lebten in den 83 Häusern von Hradčany 236 Personen.

## Ortsgliederung
Der Ortsteil Hradčany bildet den Katastralbezirk Hradčany u Prostějova.

## Sehenswürdigkeiten
- Kapelle des hl. Franz Xaver, auf dem Dorfanger
- Denkmal für die Gefallenen des Ersten Weltkrieges
- Gedenkstein für die Opfer der Roten Armee
- Abgesoffener Schieferbruch am nordwestlichen Ortsrand

## Söhne und Töchter des Ortes
- Antonín Špaček (1917–2007), tschechoslowakischer General